# Rebelde (álbum)
Rebelde es el álbum debut del grupo pop mexicano RBD. Fue lanzado el 30 de noviembre del 2004 en México, y el 11 de enero del 2005 en Estados Unidos.
El álbum pertenece al género pop y pop latino. Fue producido por Max di Carlo, Carlos Lara y Pedro Damián como productor ejecutivo. Se grabó una versión en portugués del álbum, el cual fue lanzado el 1 de noviembre del 2005, se tituló "Rebelde (Edição Brasil)". En marzo del 2006 se lanza la edición diamante del álbum.
En Estados Unidos el disco se posicionó en el #1 de la lista de Billboard Latin Pop Albums, en el #1 de la Heatseekers Albums y en el #2 de la Top Latin Albums donde vendió más de 400 000 copias, recibió cuatro discos de platino.
El disco se posicionó en el #1 de las listas de España y México donde vendió 160 000 y 550 000 copias respectivamente, fue certificado doble disco de platino por PROMUSICAE y disco de diamante y oro por AMPROFON. En Brasil el álbum se posicionó en el puesto #20 y en Chile en el #1 donde vendió 240 000 y 20 000 copias respectivamente, siendo certificado disco de diamante y platino, respectivamente, en Croacia se posiciona en el puesto #40. En Colombia y Ecuador el álbum fue certificado cuádruple disco de platino y disco de oro, respectivamente. Hasta la fecha Rebelde (álbum) ha vendido más de 8 millones de copias alrededor del mundo lo cual hizo a la agrupación acreedores de un Récord Guinness.

## Producción y lanzamiento
En julio del 2004 comenzó la grabación de la telenovela Rebelde, donde seis de los actores principales formaron la agrupación RBD, los cuales lanzaron el primer álbum de la banda el 30 de noviembre del 2004, en México. En España el álbum llega el 17 de julio del 2006, y en Brasil el 30 de octubre de 2005.
El álbum fue producido por Carlos Lara, Maxi De Carlo. Contiene principalmente pop latino, pop con estilos alegres y melódicos. La idea de lanzar un disco de la agrupación fue del productor Pedro Damián.
Los sencillos del álbum fueron utilizados como banda sonora de la novela, "Rebelde" y "Solo Quédate En Silencio" se convirtieron en el tema de apertura de la misma. 
En el 2005 el tema "A Rabiar" se convierte en el tema principal del reality show Big Brother 3R México.
El álbum cuenta con un cover que fue adaptado al español y que ganó gran popularidad entre el público; "Santa No Soy"  es un cover de la cantante alemana Vanessa Struhler titulada "I Ain’t No Saint". "Tenerte Y Quererte" fue escrita originalmente en inglés, más, al no haber sido grabada en su idioma original, fue vendida a RBD, siendo adaptada al español por el compositor Max di Carlo. 

## Promoción

### Sencillos
El primer sencillo del álbum, se tituló "Rebelde" al igual que el álbum y la telenovela. Fue lanzado a la venta el 30 de septiembre del 2004, logrando posicionarse en el #1 de los charts mexicanos. En Estados Unidos el tema se colocó en el puesto #21 del Billboard Latin Pop Songs y del Billboard Regional Mexican Songs, además se colocó en el puesto #37 del Billboard Latin Airplay y del Billboard Hot Latin Songs.
El video musical del tema fue dirigido por Pedro Damián y filmado en Desierto de los Leones. En el 2005, el sencillo recibió en los Premios Oye! dos nominaciones, a "Video Y Canción Del Año". En agosto de ese mismo año se lanzó, a modo de promoción, como sencillo la versión en portugués, incluida en el álbum "Rebelde (Edição Brasil)."
En el 2006 la agrupación interpreta el tema en los Premios TvyNovelas 2006 donde ganaron el premio a "mejor tema musical". En ese mismo año el sencillo fue nominado en los Premios Juventud como "la más pegajosa".
El segundo sencillo fue puesto a la venta el 2 de diciembre del 2004, se tituló "Solo Quédate En Silencio". El tema alcanzó el #1 en las listas mexicanas, y se posicionó en el #1 de Billboard Latin Songs y de Billboard Latin Pop Songs, en el #2 de Billboard Regional Mexican songs y de Billboard Hot Latin Songs. En el 2005 el sencillo ganó el premio como "canción corta-venas" en los Premios Juventud, además ganó el premio a "Canción Pop Latina Airplay Del Año De Dúo O Grupo" en los Billboard Latin Music Awards.
En julio del 2006 se lanzó en Brasil, como sencillo la versión en portugués titulada "Fique Em Silêncio", El vídeo musical del sencillo fue dirigido nuevamente por Pedro Damián y filmado, al igual que el primer sencillo en Desierto de los Leones, además contiene imágenes de la agrupación durante algunos de los conciertos que brindaron como parte de la promoción del álbum.
El tercer sencillo, "Sálvame", fue lanzado el 15 de marzo del 2005. La balada es interpretada solo por Anahí, mientras el resto del grupo realiza los coros. El tema se posicionó en el #1 de las listas mexicanas y en el puesto #27 de Billboard Latin Pop Songs
El video musical fue filmado en Canadá por Pedro Damián, mientras el grupo grababa algunas escenas de la primera temporada de la novela. En enero del 2006 se lanzó en Brasil como sencillo oficial la versión en portugués titulada "Salva-Me". En el 2005, el sencillo recibió una nominación a los Premios Juventud como "Canción Corta Venas".
El cuarto y último sencillo del álbum fue lanzado el 4 de julio del 2005 y se titula "Un poco de tu amor", El tema no cuenta con video musical.

### Presentaciones en vivo
El 20 de enero de 2004 se presentan en el programa mexicano No Manches interpretando los temas "Rebelde", "Sólo quédate en silencio" y "Un poco de tu amor". En ese mismo año se presentan en el programa "La Pareja Más Pareja" interpretando el tema "Rebelde", también se presentan en el programa La Parodia interpretando "Rebelde", "Sólo quédate en silencio" y "Un poco de tu amor". En diciembre de ese mismo año hacen su aparición en el Teletón México interpretando "Rebelde" y "Un poco de tu amor".

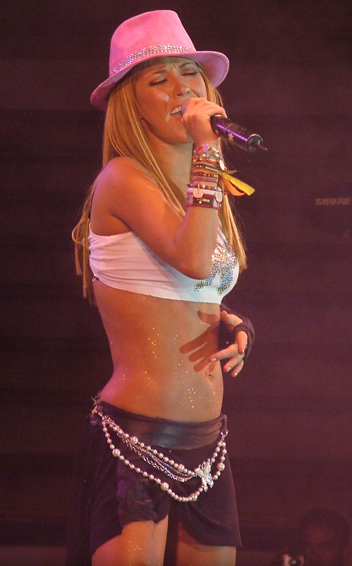
Anahí durante la presentación del grupo en Tijuana, México.

En enero del 2005 se presentan en el Teletón El Salvador. El 29 de enero se presentan en el concierto Oye interpretando "Rebelde". El 23 de febrero se presentan en el programa "La mueve" conducido por Cecy Gutiérrez, interpretando sus temas "Rebelde" y "Futuro ex-Novio". El 25 de febrero se presentan en el reality Big Brother México interpretando el tema "A Rabiar" y "Rebelde". En marzo se presentan en el evento "Planeta 94.7" en Guadalajara. El 4 de marzo se presentan en el programa Otro rollo interpretando sus 4 sencillos oficiales del disco.  
En abril del 2005 se presentan en el Megaconcierto en la explanada del Zócalo, ante más de 120.000 personas interpretando sus temas "Rebelde", "Sólo quédate en silencio" y "Un poco de tu amor", El 23 de abril se presentan en los Premios TVyNovelas interpretando el tema "Rebelde", por primera vez, no contaron con la presencia de Anahí. El 25 de mayo del 2005 se presentan en el concierto EXA.  
El 18 de junio del 2005 se presentan en el programa "Sonricslandia" e interpretan sus sencillo "Rebelde" y "Sálvame". El 15 de julio se presentan en el programa mexicano No Manches interpretando "Sálvame", "Un poco de tu amor" y "Rebelde". El 22 de septiembre presentan el tema "Sólo quédate en Silencio" en los Premios Juventud.  
En octubre  se presentan en el evento Oye, El 5 de noviembre se presentan en los "Premios Furia Musical" interpretando la versión cumbia del tema "Rebelde".  
En noviembre se presentan en el "Evento 40" organizado por Los 40 Principales interpretando "Rebelde", "Sálvame" y "Sólo quédate en Silencio". En diciembre de 2005 se presentan en el Teletón México interpretando "Un poco de tu amor", "Rebelde" y "Sólo quédate en silencio".
El 23 de febrero del 2006 presentan el tema "Rebelde" en los Premios Lo Nuestro. El 13 de mayo interpretan el tema "Rebelde" en los Premios TVyNovelas de ese año. El 15 de junio se presentan en el concierto EXA en Monterrey interpretando sus sencillos "Rebelde" y "Sólo quédate en Silencio". En la edición de 2006 del "Walmart Soundcheck", un programa patrocinado por la red de tiendas Walmart para dar a conocer un álbum de lanzamiento, el grupo cantó la canción "Sólo quédate en silencio".
El 1 de octubre del 2006 durante su visita a Brasil se presentan en el programa "Domingo Legal" interpretando "Rebelde", "Sálvame" y "Sólo quédate en silencio".
El 1 de febrero del 2008 se presentan en las festividades previas al "Super Bowl XLII" interpretando "Rebelde". El 17 de abril del 2008 se presentan en el "Evento 40" organizado por los 40 Principales interpretando el tema "Rebelde". 
El 25 de octubre del 2008 se presentan en el concierto EXA transmitido por Telehit, interpretando "Rebelde".

### Gira

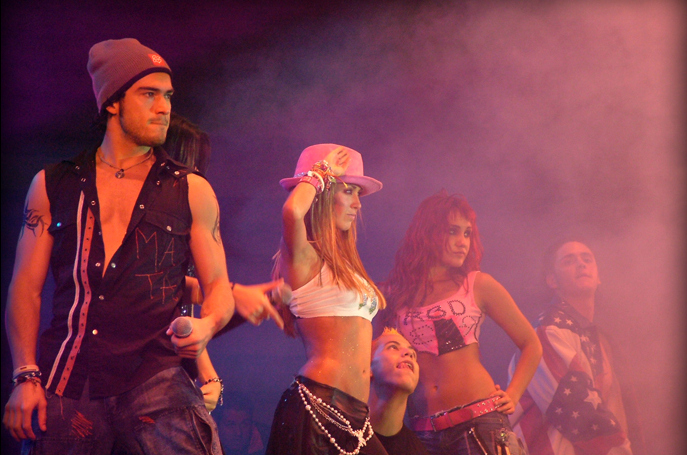
RBD durante su presentación en Tijuana, 2005.

El 3 de enero del 2005, en el Palacio de los Deportes de la Ciudad de México, se dio inicio a la primera gira nacional de la agrupación, recorriendo todo México, y realizando más de 80 conciertos en dicho país. El 21 de octubre del 2005 el grupo visitó por primera vez Colombia, y siguiendo la gira por Venezuela, Puerto Rico y Ecuador.
La gira fue certificada por OCESA como la cuarta gira más rápidamente vendida en México, por detrás de The Cure en 2004 con "Sing to the Dead Tour", Britney Spears en 2002 con "Dream Within a Dream Tour", y los Backstreet Boys en 2001 con "The Black & Blue Tour". En México, en los conciertos otorgados en el Palacio de los Deportes en la Ciudad de México, congregaron a más de 80 mil personas. En sus dos conciertos otorgados en junio del 2005, en Monterrey, reunieron más de 30 mil espectadores. Fue visto por más de 4 700 000 fanes en México. En Colombia lograron lleno total en las tres fechas otorgadas en dicho país, reuniendo más de 50 000 espectadores. 
RBD ofreció seis actuaciones en el Palacio de los Deportes con capacidad para 15 000 personas, cuatro en el Auditorio Nacional ante 10 000 espectadores, y una en el Teatro Metropólitan ante 3000 personas, todas con lleno total. La agrupación logró reunir a 130 000 personas en la presentación del mes de marzo en el zócalo, la plaza central de la Ciudad de México.
El 19 de julio del 2005 se lanza a la venta el primer CD/DVD de agrupación titulado Tour Generación RBD en vivo, filmado en el Palacio de los Deportes de la Ciudad de México. Contando con récord de asistencia, ante unas 50 000 personas. El tour llegó a su fin el 18 de diciembre del 2005 en Guayaquil, Ecuador. En 2006, el tour gana en la categoría "Mi concierto favorito" en los Premios Juventud.

## Recepción

### Crítica
El álbum recibió críticas positivas, Jason Birchmeier del sitio web Allmusic realizó una reseña sobre la edición en portugués del álbum, explicando que son las mismas canciones que integran la versión en español pero interpretadas en portugués, agregando «la versión brasilera de Rebelde sigue siendo un pequeño álbum de pegadizo pop/rock, anclado por los éxitos mencionados, junto con algunos otros dulces atractivos, tales como "Ensina-me" ("Enséñame"), "Quando o amor acaba" ("Cuando el amor se acaba") y "Salva-Me" ("Sálvame").

### Resultado comercial
En América del Norte, el álbum cosecha un gran éxito. En México el álbum ocupó el #1 del Mexican Albums Chart. Fue certificado como disco de diamante y oro por la Asociación Mexicana de Productores de Fonogramas y Videogramas (AMPROFON), por la venta de 550 000 copias. En Estados Unidos el álbum ocupó el #1 de Billboard Latin Pop Albums y de Billboard Heatseekers Albums, se posicionó en el #2 de Billboard Top Latin Albums y en el puesto #95 de Billboard 200. Fue certificado como cuatro discos de platino por la Recording Industry Association of America (RIAA), por la venta de 400 000 copias. En el 2006, Clover Hope de Billboard reveló que según Nielsen SoundScan el álbum vendió alrededor de 416 000 copias en los Estados Unidos.
En Europa, el álbum tuvo una aceptable recepción. En España el álbum debutó en el puesto #80 de la lista, en la primera semana, en su octava semana en la lista se posicionó en el #1, manteniéndose durante más de seis semanas en dicha posición, y logrando 43 semanas en la lista de PROMUSICAE. Gracias a ello, Productores de Música de España (PROMUSICAE) le otorgó disco de platino por la venta de 160 000 copias en el país. En Croacia el álbum se posicionó en el puesto #40 de la lista.
En América del Sur, el álbum obtuvo una buena recepción desde su lanzamiento. 
En Chile el álbum se posicionó en el #1 de la lista de álbumes de IFPI y fue certificado disco de platino por la Federación Internacional de la Industria Fonográfica de Chile por sus más de 20 000 copias vendidas. En Brasil el álbum se posicionó en el puesto #20 del Brazilian Albums Charts y en el puesto #12 con su versión en portugués. La Associação Brasileira dos Produtores de Discos le otorgó certificado de disco de oro por sus 50 000 copias vendidas. En Colombia el álbum fue certificado por ASINCOL triple disco de platino por sus 60 000 copias vendidas, y en Ecuador recibió disco de oro por sus 3000 copias vendidas.
En enero del 2007, Eric Nicoli de la discográfica EMI publicó una lista de los álbumes más vendidos del año 2006, dejando al disco en el décimo puesto con más de 1 500 000 copias vendidas mundialmente. Hasta ahora el disco ha vendido más de 5 millones de copias en el mundo.

## Lista de canciones
- Edición estándar

| Rebelde |                            |                                            |          |  |
| N.º     | Título                     | Escritor(es)                               | Duración |  |
| 1.      | «Rebelde»                  | DJ Kafka, Max di Carlo                     | 3:36     |  |
| 2.      | «Sólo quédate en silencio» | Mauricio Arriaga                           | 3:40     |  |
| 3.      | «Otro día que va»          | DJ Kafka, Max di Carlo                     | 3:29     |  |
| 4.      | «Un poco de tu amor»       | DJ Kafka, Max di Carlo                     | 3:27     |  |
| 5.      | «Enséñame»                 | Javier Calderón                            | 3:42     |  |
| 6.      | «Futuro exnovio»           | Anthony Anderson, Sean & Dame, Steve Smith | 3:02     |  |
| 7.      | «Tenerte y quererte»       | Guy Roche, Amy Powers, Max Di Carlo        | 3:26     |  |
| 8.      | «Cuando el amor se acaba»  | José Manuel Pérez Marino                   | 3:22     |  |
| 9.      | «Santa no soy»             | Julio Lacarra                              | 3:10     |  |
| 10.     | «Fuego»                    | Double N, Papa Dee, RamPac                 | 3:03     |  |
| 11.     | «Sálvame»                  | DJ Kafka, Max Di Carlo, Pedro Damián       | 3:43     |  |
| 39:49   |                            |                                            |          |  |

- Edición Diamante

| Rebelde - edición diamante |                                            |          |  |
| N.º                        | Título                                     | Duración |  |
| 1.                         | «Rebelde» (Versión en portugués)           | 3:34     |  |
| 2.                         | «Fique em silêncio» (Versión en portugués) | 3:41     |  |
| 3.                         | «Querer-te» (Versión en portugués)         | 3:18     |  |
| 4.                         | «Fotogalería»                              |          |  |
| 5.                         | «Wallpapers e iconos»                      |          |  |
| 6.                         | «Documental»                               |          |  |
| 7.                         | «Juegos»                                   |          |  |

## Versión en portugués
El 1 de noviembre del 2005 se lanzó la versión en portugués del álbum, titulado Rebelde (Edição Brasil). Este fue el primer álbum de la agrupación en dicho idioma e incluyó siete temas en su versión estándar más cuatro canciones a modo de temas extra. 
Se lanzaron tres sencillos a modo de promoción. El primer de ellos fue lanzado en agosto del 2005 y se tituló "Rebelde", El segundo sencillo fue lanzado en julio del 2005 y se tituló "Fique Em Silêncio". Finalmente, en enero del 2006 se lanzó el tercer y último sencillo del álbum en portugués titulado "Salva-Me".

### Lista de canciones
1. "Rebelde" (DJ Kafka, Max Di Carlo, Cláudio Rabello) — 3:34
2. "Fique em silêncio" (Mauricio Arriaga) — 3:41
3. "Um pouco desse amor" (DJ Kafka) — 3:21
4. "Ensina-me" (Javier Calderón) — 3:41
5. "Querer-te" (DJ Kafka) — 3:18
6. "Quando o amor acaba" (José Manuel Pérez Marino, Cláudio Rabello) — 3:19
7. "Salva-Me" (DJ Kafka, Max Di Carlo, Pedro Damián) —  3:45

- Bonus Tracks

1. "Otro día que va" (DJ Kafka, Max Di Carlo) — 3:27
2. "Futuro ex-novio" (Sean & Dane, Smith, Anderson, Boyzo) — 2:59
3. "Santa no soy" (J. Sim, Pontus Söderqvist, Nick Nice, Michkin Boyzo) — 3:07
4. "Fuego" (Double N, RamPac, Papa Dee, Michkin Boyzo) — 2:59

## Listas y certificaciones

### Semanales
| País           | Organismo o asociación | Lista                          | Mejor posición |
| 2005-2006      | 2005-2006              | 2005-2006                      | 2005-2006      |
| -------------- | ---------------------- | ------------------------------ | -------------- |
| México         | AMPROFON               | Top 100 Álbumes                | 1              |
| Chile          | IFPI                   | Top 100 Álbumes                | 1              |
| Estados Unidos | Billboard              | Billboard 200                  | 9              |
| Estados Unidos | Billboard              | Heatseekers name="Billboard"/> | 1              |
| Estados Unidos | Billboard              | Top Latin Albums               | 2              |
| Estados Unidos | Billboard              | Latin Pop Albums               | 1              |
| España         | PROMUSICAE             | Top 100 Álbumes                | 1              |
| Brasil         | ABPD                   | CD-TOP 40 Semanal              | 20             |
| Croacia        | IFPI                   | Top 100 Álbumes                | 40             |

| País      | Organismo o asociación | Lista             | Mejor posición |
| 2005-2006 | 2005-2006              | 2005-2006         | 2005-2006      |
| --------- | ---------------------- | ----------------- | -------------- |
| Brasil    | ABPD                   | CD-TOP 40 Semanal | 12             |

### Anuales
| País           | Organismo o asociación | Lista               | Mejor posición |
| 2005-2006      | 2005-2006              | 2005-2006           | 2005-2006      |
| -------------- | ---------------------- | ------------------- | -------------- |
| Estados Unidos | Billboard              | Top Latin Albums    | 9              |
| Estados Unidos | Billboard              | Latin Pop Albums    | 5              |
| España         | PROMUSICAE             | Top 50 Álbumes 2006 | 6              |
| Brasil         | ABPD                   | CD-TOP 20 2005      | 13             |
| México         | AMPROFON               | CD-TOP 2005         | 2              |

| País   | Organismo o asociación | Lista          | Mejor posición |
| 2005   | 2005                   | 2005           | 2005           |
| ------ | ---------------------- | -------------- | -------------- |
| Brasil | ABPD                   | CD-TOP 20 2005 | 12             |

### Certificación
| País           | Organismo certificador | Certificación         | Ventas certificadas | Ref.                       |
| -------------- | ---------------------- | --------------------- | ------------------- | -------------------------- |
| Brasil         | ABPD                   | Diamante + 2x Platino | 750 000             | [ 4 ] [ 47 ] [ 37 ] [ 48 ] |
| Chile          | IFPI                   | Platino               | 20 000              | [ 34 ]                     |
| Colombia       | ASINCOL                | 4x Platino            | 80 000              | [ 4 ] [ 38 ] [ 49 ]        |
| Ecuador        | IFPI                   | Oro                   | 3000                | [ 39 ]                     |
| España         | PROMUSICAE             | 2x Platino            | 160 000             | [ 32 ] [ 50 ]              |
| Estados Unidos | RIAA                   | 4x Platino            | 400 000             | [ 29 ] [ 28 ]              |
| México         | AMPROFON               | Diamante + oro        | 550 000             | [ 51 ] [ 25 ] [ 26 ]       |

## Créditos y personal

### Personal
Créditos por Rebelde:
| - Maxi de Carlo - Arreglos, Compositor, Teclados, Mezcla, Ingeniería de mezcla, Productor, Programación - Camilo Lara - A&R, Productor ejecutivo - Carlos Lara - Director, Productor, Dirección vocal - Guido Laris - Arreglos, Coros, Dirección vocal - RBD - Artista Primario - Marisol Alcelay - Marketing, Mánager productor - John William Hartfiel - Compositor | - Emilio Ávila - Coordinación de producción - Michkin Boyzo - Letra, Asistente de producción - René Cárdenas - Letra, Ingeniería de sonido - Julio Lacarra - Compositor - Melissa Mochulske - A&R - Papa Dee - Compositor - Ramoncín Sosa - Asistente - Georgia Taylor - Asistente - Ricardo Trabulsi - Fotografía |

## Premios y nominaciones
El álbum Rebelde fue nominado en distintas ceremonias de premiación. A continuación, una lista con algunas de las candidaturas que obtuvo el álbum y los sencillos del disco:
| Año  | Premios                      | Categoría                                            | Resultado |
| ---- | ---------------------------- | ---------------------------------------------------- | --------- |
| 2005 | Premios Oye!                 | Álbum del año                                        | Nominados |
| 2005 | Premios Oye!                 | Revelación del año (Rebelde)                         | Ganadores |
| 2005 | Premios Oye!                 | Grupo pop español (Rebelde)                          | Ganadores |
| 2005 | Premios Oye!                 | Premio ventas Top 100                                | Ganadores |
| 2005 | Premios Juventud             | Me muero sin ese CD                                  | Ganadores |
| 2006 | Billboard Latin Music Awards | Álbum pop latino del año - Artista revelación        | Ganadores |
| 2006 | Billboard Latin Music Awards | Artista latino de álbumes en lo alto del top del año | Nominados |
| 2006 | Billboard Latin Music Awards | Álbum pop latino del año - Dúo o grupo               | Ganadores |

## Historial de lanzamiento
- Edición estándar

| País           | Fecha                   | Formato              | Discográfica |
| -------------- | ----------------------- | -------------------- | ------------ |
| México         | 30 de noviembre de 2004 | CD, Descarga digital | EMI          |
| Estados Unidos | 11 de enero de 2005     | CD, Descarga digital | EMI          |
| Reino Unido    | 11 de enero de 2005     | CD, Descarga digital | EMI          |
| España         | 17 de julio de 2006     | CD, Descarga digital | EMI          |
| Brasil         | 30 de octubre de 2005   | CD, Descarga digital | EMI          |

- Edición en portugués

| País   | Fecha                  | Formato              | Discográfica |
| ------ | ---------------------- | -------------------- | ------------ |
| Brasil | 1 de noviembre de 2005 | CD, Descarga digital | EMI          |

- Edición Diamante

| País | Fecha              | Formato              | Discográfica |
| ---- | ------------------ | -------------------- | ------------ |
|      | 2 de marzo de 2006 | CD, Descarga digital | EMI          |